# 13565 Yotakanashi
13565 Yotakanashi (tên chỉ định: 1992 UZ5) là một tiểu hành tinh vành đai chính. Nó được phát hiện bởi Kin Endate và Kazuro Watanabe ở Đài thiên văn Kitami ở Hokkaidō, Nhật Bản, ngày 28 tháng 10 năm 1992. Nó được đặt theo tên Yoichi Takanashi, nhà thiên văn học nghiệp dư Nhật Bản và người chủ quán nhà hàng.